# クレメンス・マイヤー
クレメンス・マイヤー（Clemens Meyer、1977年8月20日 - ）はドイツの作家。

## 経歴
(https://www.shinchosha.co.jp/writer/4062/)
東ドイツ・ハレ生まれ。建設作業、家具運送、警備などの仕事を経て、1998年から2003年までライプツィヒ・ドイツ文学研究所に学ぶ。
ドイツ再統一前後の東ドイツの不良少年たちのリアルな生態を描いた初長篇『おれたちが夢見た頃』（2006）は、“東独版トレインスポッティング”などと評されてベストセラーに。多数の文学賞を受賞し、舞台化もされた。
2008年、2作目となる『夜と灯りと』でライプツィヒ・ブック・フェア文学賞受賞。ライプツィヒ在住。

## 受賞歴
- Winner of the Leipzig Book Fair Prize 2008
- Winner of the German Screenplay Award 2015 for In the Aisles

## 邦訳作品
- 『夜と灯りと』杵渕博樹 訳、新潮社、新潮クレスト・ブックス、2010年3月

## 作品
小説
- Als wir träumten (As We Were Dreaming, 2006)
- Im Stein (2013). trans. Katy Derbyshire, Bricks and Mortar, London: Fizcarraldo Editions, 2016

短編集
- Die Nacht, die Lichter (2008). trans. Katy Derbyshire, All the Lights, London: And Other Stories, 2011. ISBN 978-1-908276-01-8
- Gewalten (Acts of Violence, 2010)
- Der Untergang der Äkschn GmbH: Frankfurter Poetikvorlesungen (The Downfall of Action Ltd.: Frankfurt poetics lectures, 2016)
- Die stillen Trabanten (2017). trans. Katy Derbyshire, Dark Satellites, London: Fitzcarraldo Editions, 2020.[1]

その他の出版物
- Zwei Himmelhunde: Irre Filme, die man besser liest (Movies that you better read, with Claudius Nießen, 2016)